# Municipio de Mount Zion
El municipio de Mount Zion (en inglés: Mount Zion Township) es un municipio ubicado en el condado de Macon en el estado estadounidense de Illinois. En el año 2010 tenía una población de 7131 habitantes y una densidad poblacional de 41,35 personas por km².

## Geografía
El municipio de Mount Zion se encuentra ubicado en las coordenadas 39°44′14″N 88°51′36″O / 39.73722, -88.86000. Según la Oficina del Censo de los Estados Unidos, el municipio tiene una superficie total de 172.44 km², de la cual 172.4 km² corresponden a tierra firme y (0.02%) 0.04 km² es agua.

## Demografía
Según el censo de 2010, había 7131 personas residiendo en el municipio de Mount Zion. La densidad de población era de 41,35 hab./km². De los 7131 habitantes, el municipio de Mount Zion estaba compuesto por el 96.86% blancos, el 0.56% eran afroamericanos, el 0.14% eran amerindios, el 0.83% eran asiáticos, el 0.03% eran isleños del Pacífico, el 0.17% eran de otras razas y el 1.42% pertenecían a dos o más razas. Del total de la población el 1.12% eran hispanos o latinos de cualquier raza.